# Dele Olojede
Dele Olojede, né en 1961,, est un journaliste nigérian et ancien rédacteur en chef étranger de Newsday. Il est lauréat du prix Pulitzer pour son travail sur les conséquences du génocide rwandais. Il siège au conseil d'administration de l'EARTH University, au Costa Rica, et de The Markup, une organisation de journalisme d'investigation basée à New York qui se concentre sur l'impact des grandes plateformes technologiques et leur potentiel de manipulation humaine. Il est le fondateur et l'hôte d'Africa In the World, un festival des cœurs et des esprits organisé chaque année à Stellenbosch, dans les régions viticoles du Cap en Afrique du Sud. Il était mécène du Prix Etisalat de littérature.

## Biographie
Olojede naît en janvier 1961 à Modakeke, au Nigéria. Il est le douzième de 28 enfants. En 1982, il commence sa carrière de journaliste au National Concord à Lagos, un journal appartenant à l'aspirant personnalité politique Moshood Abiola. Olojede quitte le journal en 1984 lorsqu'il s'inquiète du fait qu'Abiola utilise le journal pour faire avancer ses ambitions politiques personnelles.
Olojede s'inscrit à l'Université de Lagos, où il étudie le journalisme, et devient un leader du mouvement syndical des étudiants. En tant qu'étudiant, il est particulièrement influencé par des écrivains littéraires nigérians tels que Chinua Achebe, Wole Soyinka et Cyprian Ekwensi, et d'autres écrivains africains dont Ngũgĩ wa Thiong'o. Il joue également dans des pièces de Shakespeare à l'école primaire et s'est essayé à la poésie en yoruba et en anglais.
Olojede devient l'un des rédacteurs en chef fondateurs d'un magazine d'actualités nigérian appelé Newswatch en 1984. Le magazine est édité par Dele Giwa, un journaliste nigérian bien connu, qui est tué par un courrier piégé le 19 octobre 1986. Olojede accuse publiquement le leader militaire du Nigeria, Ibrahim Babangida, d'être responsable du meurtre. En 2001, huit ans après avoir quitté le pouvoir, Babangida refuse de témoigner devant un tribunal des droits de l'homme sur le meurtre.
Un rapport d'enquête de 1986 par Olojede sur l'emprisonnement du célèbre musicien nigérian Fela Kuti conduit à la libération de Kuti et au renvoi du juge qui l'avait emprisonné. En 1987, les efforts d'Olojede lui valent une bourse de 26 000 dollars de la Fondation Ford, que Olojede utilise pour obtenir un master à l'Université de Columbia. À Columbia, il remporte le prix Henry N. Taylor pour étudiant étranger exceptionnel. Olojede obtient finalement la double nationalité américano-nigériane.

## Newsday
Le 6 juin 1988, Olojede rejoint Newsday, le journal basé à Long Island, d'abord en tant que stagiaire d'été puis en tant que journaliste couvrant l'actualité locale, y compris un passage dans les Hamptons, à l'extrémité est de Long Island.Il devient finalement correspondant des Nations unies, poste à partir duquel il commence à couvrir l'Afrique, effectuant plusieurs voyages prolongés sur le continent. Il est ensuite nommé correspondant pour l'Afrique, basé à Johannesburg, en Afrique du Sud, à la suite de la libération de Nelson Mandela.
Olojede travaille ensuite en tant que correspondant en Chine de 1996 à 1999, après avoir été nommé chef du bureau asiatique, basé à Pékin. Ses reportages l'ont conduit dans tous les pays d'Asie à l'exception de quelques-uns. Après son affectation en Asie, il retourne à Long Island, où il devient rédacteur en chef étranger de Newsday. En janvier 2004, Olojede saisit l'occasion de retourner en Afrique en tant que correspondant pour écrire sur le génocide rwandais de 1994, dix ans plus tard.
En avril 1994, lorsque le génocide éclate au Rwanda, Olojede couvre les élections générales sud-africaines, es premières élections libres à la fin de l'apartheid. Il a déclaré que, bien que l'histoire de l'Afrique du Sud soit importante, il s'est souvent demandé s'il aurait pu aider la situation au Rwanda s'il y était allé,.
La série de 2004 d'Olojede sur les conséquences du génocide rwandais a été très bien accueillie. Une histoire qui a attiré une attention particulière était "L'enfant du génocide" sur une mère qui élevait un fils conçu lors d'un viol collectif pendant la guerre.
En 2005, Olojede a remporté le prix Pulitzer du reportage international pour son « regard nouveau et obsédant sur le Rwanda, une décennie après que les viols et les massacres génocidaires aient ravagé la tribu Tutsi ». La série a été considérée comme une grande réussite pour les journalistes noirs. Olojede a été assisté par le photographe afro-américain J. Conrad Williams, et une grande partie de la série a été éditée par Lonnie Isabel, un autre journaliste afro-américain, qui était le rédacteur en chef adjoint pour la couverture nationale et étrangère.
Au moment où Olojede a remporté le Pulitzer, il avait déjà quitté Newsday. La société Tribune avait acheté Newsday à ses précédents propriétaires en 2000 et, en 2004, elle tentait de réduire ses coûts. Fin 2004, Newsday a proposé une série de rachats. Le 10 décembre 2004, Olojede a pris le rachat et a déménagé à Johannesburg, où il vivait lorsqu'il a appris qu'il avait remporté le prix Pulitzer.

## Retour en Afrique
Depuis 2006, Olojede vit à Johannesburg avec sa femme et ses deux filles. En novembre 2006, l' East African Standard rapportait qu'Olojede espérait lancer un quotidien qui serait distribué sur l'ensemble du continent africain.
De retour au Nigéria, Olojede lance 234Next en 2008, d'abord sur Twitter, puis en ligne et sous forme imprimée. En embauchant 80 nouveaux journalistes fraîchement sortis de l'université et travaillant dans une salle de rédaction fonctionnant 24 heures sur 24, NEXT s'est efforcé de dénoncer la corruption du gouvernement face à de nombreuses résistances.
En 2011, Dele Olojede a remporté le prix John P. McNulty , créé par les membres de l'Aspen Institute pour récompenser les projets les plus innovants favorisant le changement social. Le prix est décerné pour la vision et les efforts d'Olojede dans la création de NEXT au Nigeria.
Sous Olojede, NEXT verse à ses journalistes un salaire décent, s'opposant à la pratique locale habituelle selon laquelle les hommes politiques rémunèrent les journalistes et attendent en retour qu'une couverture favorable. Il récupère de nombreuses histoires d'intérêt public, mais constate que les annonceurs ne le soutiennent plus. Lorsqu'elle fait faillite en 2011, elle doit à son personnel plus de cinq mois de salaire.

## Prix
Outre le prix Pulitzer, Olojede remporte plusieurs prix de journalisme.
- 2011 : Prix McNulty
- 2010 : Prix du leadership éthique, Forum mondial pour l'éthique des affaires
- 2010 : 100 personnes les plus créatives, entreprise rapide
- 2009 : Prix des anciens élèves distingués, Université Columbia de la ville de New York
- 1992 : Prix Unity de l'Université Lincoln
- 1992 : Prix Média du Press Club de Long Island
- 1995 : Prix de l'éditeur décerné par Newsday
- 1995 : Prix d'excellence en journalisme éducatif de l'Educational Press of America